# L'Alzina (Vacarisses)
L'Alzina és una masia del municipi de Vacarisses a la comarca del Vallès Occidental. L'edifici, envoltat per altres edificacions d'ús agrícola i corrals, està situat al sud del puig de Ballesta (425 m) en un carener enlairat entre el torrent de l'Alzina i el fondal de Can Còdol, a la riera de Sanana, a prop del límit occidental del Parc Natural de Sant Llorenç del Munt i l'Obac. S'hi pot accedir per la carretera B-122 entre Terrassa i Castellbell i entre els quilòmetres 14 i 15 seguir el camí de l'Alzina. És una masia inclosa al Pla Especial i el Catàleg d'Edificacions en sòl no urbanitzable de Vacarisses.